# Herbolzheim
Herbolzheim (alem. Härwelze) – miasto w Niemczech, w kraju związkowym Badenia-Wirtembergia, w rejencji Fryburg, w regionie Südlicher Oberrhein, w powiecie Emmendingen, wchodzi w skład związku gmin Gemeindeverwaltungsverband Kenzingen-Herbolzheim. Leży ok. 12 km na północny zachód od Emmendingen, przy autostradzie A5 i drodze krajowej B3.

## Współpraca
Miejscowości partnerskie:
- Kremnica, Słowacja
- Morawica, Polska
- Oliva, Hiszpania
- Sisteron, Francja